# The Orlons
The Orlons är en amerikansk vokal R&B-grupp som bildades 1960 i Philadelphia, Pennsylvania. Gruppens medlemmar inkluderade vid starten Rosetta Hightower (ledsångare), Marlena Davis, Shirley Brickley och Stephen Caldwell.
Sångaren Len Barry från The Dovells rekommenderade gruppen att försöka få skivkontrakt på hans bolag Cameo-Parkway, något de lyckades med efter tre försök. Deras första uppgift blev att sjunga backup på Dee Dee Sharps hitlåt "Mashed Potato Time" 1962. Gruppen fick sedan sitt eget genombrott med låten "The Wah-Watusi" samma år. Låten nådde plats 2 på Billboard Hot 100 och blev deras största framgång. Ytterligare en hit följde samma år med "Don't Hang Up" som nådde fjärdeplatsen. Denna blev också gruppens enda listplacering i Storbritannien där den nådde plats 39. De fick sedan en hit 1963 med "South Street" och några mindre framgångar fram till 1964. En av deras b-sidor från samma år "Don't Throw Your Love Away" spelades 1964 in som singel av The Searchers vilken blev en stor europeisk och amerikansk singelhit för dem. Vid det laget hade både Davis och Caldwell lämnat gruppen. De var aktiva fram till 1968 med nya medlemmarna Sandy Person och Audrey Brickley. Rosetta Hightower lämnade sedan gruppen för att bland annat medverka med sång på Joe Cockers debutalbum With a Little Help from My Friends. Caldwell har senare återbildat gruppen vid flera tillfällen med nya sångare.